# 貝克·米勒粉紅色
貝克·米勒粉紅色是一種經人工調合而成的粉紅色，被認為能減少惡意、暴力或有攻擊性的行為，也稱為 P-618、肖斯粉紅 或 拘留室粉紅。 
最初調合時是使用一加侖 (3.78公升) 的純白室內乳膠漆以及一品脫 (0.473 公升) 的紅色室外用半光漆混合而成。
亞歷山大‧肖斯在西雅圖的海軍監獄作了深入的研究來探討顏色對情緒的影響，並以當時該設施的管理層命名本顏色：貝克、米勒。